# Patriarch Evtimovo
Patriarch Evtimovo (Bulgaars: Патриарх Евтимово) is een dorp in Bulgarije. Het dorp is gelegen in de gemeente Asenovgrad, oblast Plovdiv. Het dorp ligt hemelsbreed ongeveer 28 km ten zuidoosten van Plovdiv en 160 km ten zuidoosten van de hoofdstad Sofia.

## Bevolking
Op 31 december 2019 telde het dorp 318 inwoners, een daling vergeleken met het maximum van 2.001 inwoners in 1946.
|  |

| Etnische samenstelling van de respondenten (2011) | Etnische samenstelling van de respondenten (2011) | Etnische samenstelling van de respondenten (2011) | Etnische samenstelling van de respondenten (2011) | Etnische samenstelling van de respondenten (2011) |
| ------------------------------------------------- | ------------------------------------------------- | ------------------------------------------------- | ------------------------------------------------- | ------------------------------------------------- |
|                                                   |                                                   |                                                   |                                                   |                                                   |
| Bulgaren                                          | Bulgaren                                          |                                                   | 95,6%                                             | 95,6%                                             |
| Turken                                            | Turken                                            |                                                   | 1,0%                                              | 1,0%                                              |
| Roma                                              | Roma                                              |                                                   | 3,4%                                              | 3,4%                                              |
| Anders/onbekend                                   | Anders/onbekend                                   |                                                   | 0,0%                                              | 0,0%                                              |

## Afbeeldingen

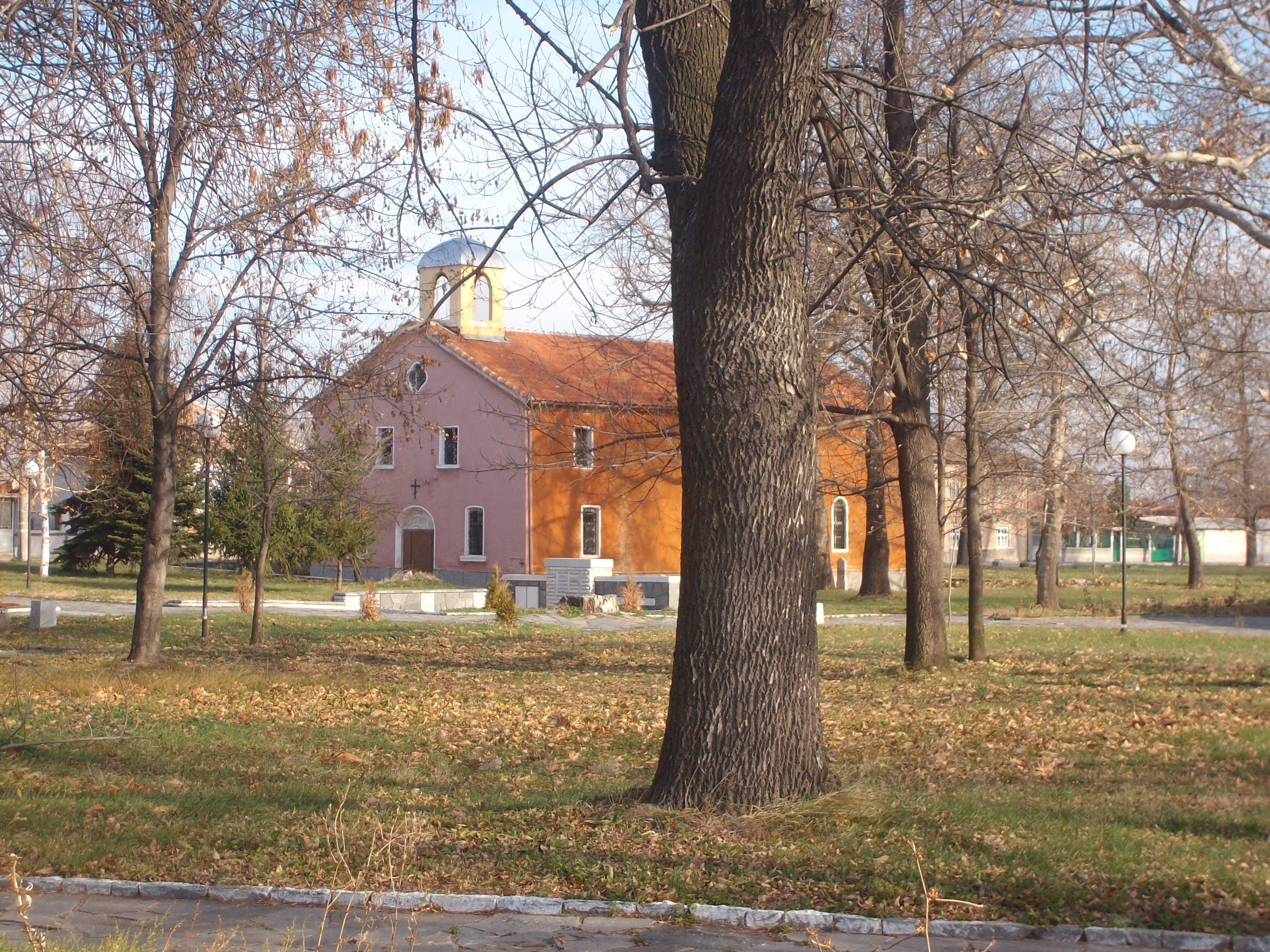
De kerk van Patriarch Evtimovo
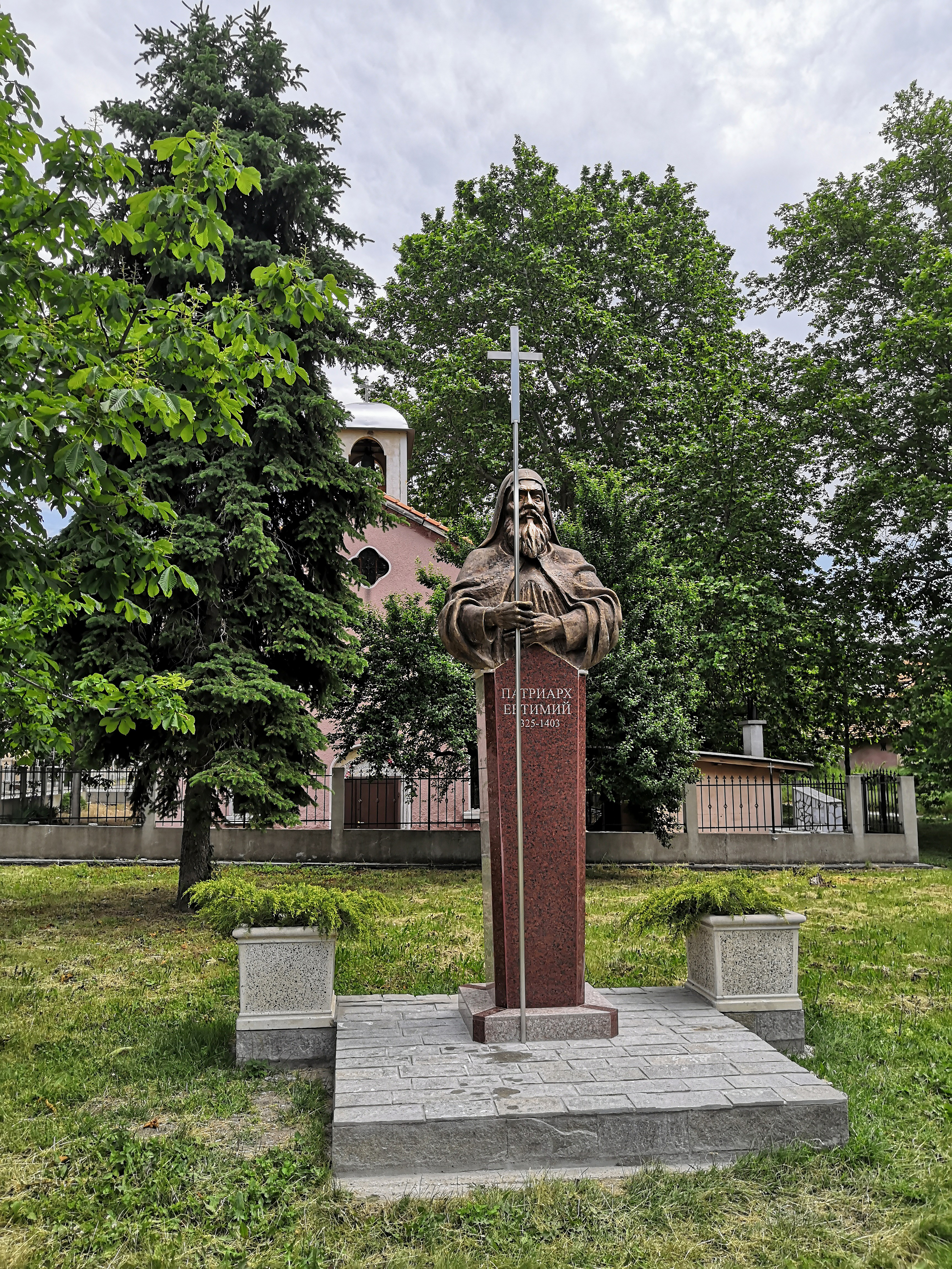
Standbeeld van Sint Euthymius in het dorp Patriarch Evtimovo

Asenovgrad · Batsjkovo · Bor · Bojantsi · Gornoslav · Dobrostan · Dolnoslav · Izbeglii · Izvorovo · Konoesj · Kosovo · Kozanovo · Lenovo · Ljaskovo · Mostovo · Moeldava · Naretsjenski Bani · Novakovo · Novi Izvor · Oresjets · Patriarch Evtimovo · Sini Vrach · Stoevo · Topolovo · Tri Mogoli · Oezoenovo · Tsjerven · Vrata · Zjalt Kamak · Zlatovrach